# Marc-Antoine Bernard
Pour les articles homonymes, voir Bernard.
Marc Antoine François Bernard, né le 29 octobre 1755 à Cadenet, mort le 3 pluviôse an II (22 janvier 1794) à Paris, est un homme politique de la Révolution française.

## Biographie
La monarchie constitutionnelle, mise en place par la constitution du 3 septembre 1791, prend fin à l'issue de la journée du 10 août 1792 : les bataillons de fédérés bretons et marseillais et les insurgés des faubourgs de Paris prennent le palais des Tuileries. Louis XVI est suspendu et incarcéré à la tour du Temple. 
En septembre 1792, Marc-Antoine Bernard, alors chirurgien à Tarascon, est élu député suppléant du département des Bouches-du-Rhône, le cinquième sur sept, à la Convention nationale. 
Bernard est admis à siéger le 20 août 1793 en remplacement de Charles Barbaroux, décrété d'arrestation à l'issue de la journée du 2 juin, puis décrété traître à la patrie le 28 juillet. 
Le 29 brumaire an II (19 novembre 1793), Bernard est accusé par Simon Monnel (député de la Haute-Marne) d'avoir signé une adresse hostile aux journées du 31 mai et du 2 juin, et décrété d'arrestation. Le 26 nivôse (le 15 janvier 1794), sur motion de Joseph-Nicolas Barbeau-Dubarran (député du Gers), membre du Comité de sûreté générale, il est décrété d'accusation devant le tribunal révolutionnaire. Il est condamné à mort et guillotiné le 3 pluviôse (22 janvier 1794). 

## Source
- « Marc-Antoine Bernard », dans Adolphe Robert et Gaston Cougny, Dictionnaire des parlementaires français, Edgar Bourloton, 1889-1891 [détail de l’édition]